# スペクトラム・オブ・ザ・シーズ
スペクトラム・オブ・ザ・シーズ (MS Spectrum of the Seas)は、ロイヤル・カリビアン・インターナショナルが運航するクルーズ客船。

## 概要
クァンタム・ウルトラ・クラスの1番船。
クァンタム・クラスの3隻と同様、スカイダイビングができるアイフライ、ノーススターのほかにVR技術を駆使したアトラクションが追加されている。
就航は2019年4月、グローバルオデッセイと称してバルセロナを出港、46泊の旅程で上海に入港した。同年6月3日、上海で命名式を挙行、中国内でのRCIのアンバサダーを務める黄暁明とアンジェラベイビーの夫妻が命名者となった。
日本には就航間もない2019年6月8日に大阪市の天保山客船ターミナルに初寄港しその後神戸市の神戸ポートターミナル、横浜港（大黒ふ頭）へ寄港した。就航初年は上海を母港とし、クァンタム・オブ・ザ・シーズに代わるアジアラインのクルーズ客船として運用されていた。
なお、当初の計画では、2020年7月に開業予定の東京国際クルーズターミナルの入港第1船とされていたが、新型コロナウイルス感染症（COVID-19）の蔓延に伴う影響により、実現しなかった。

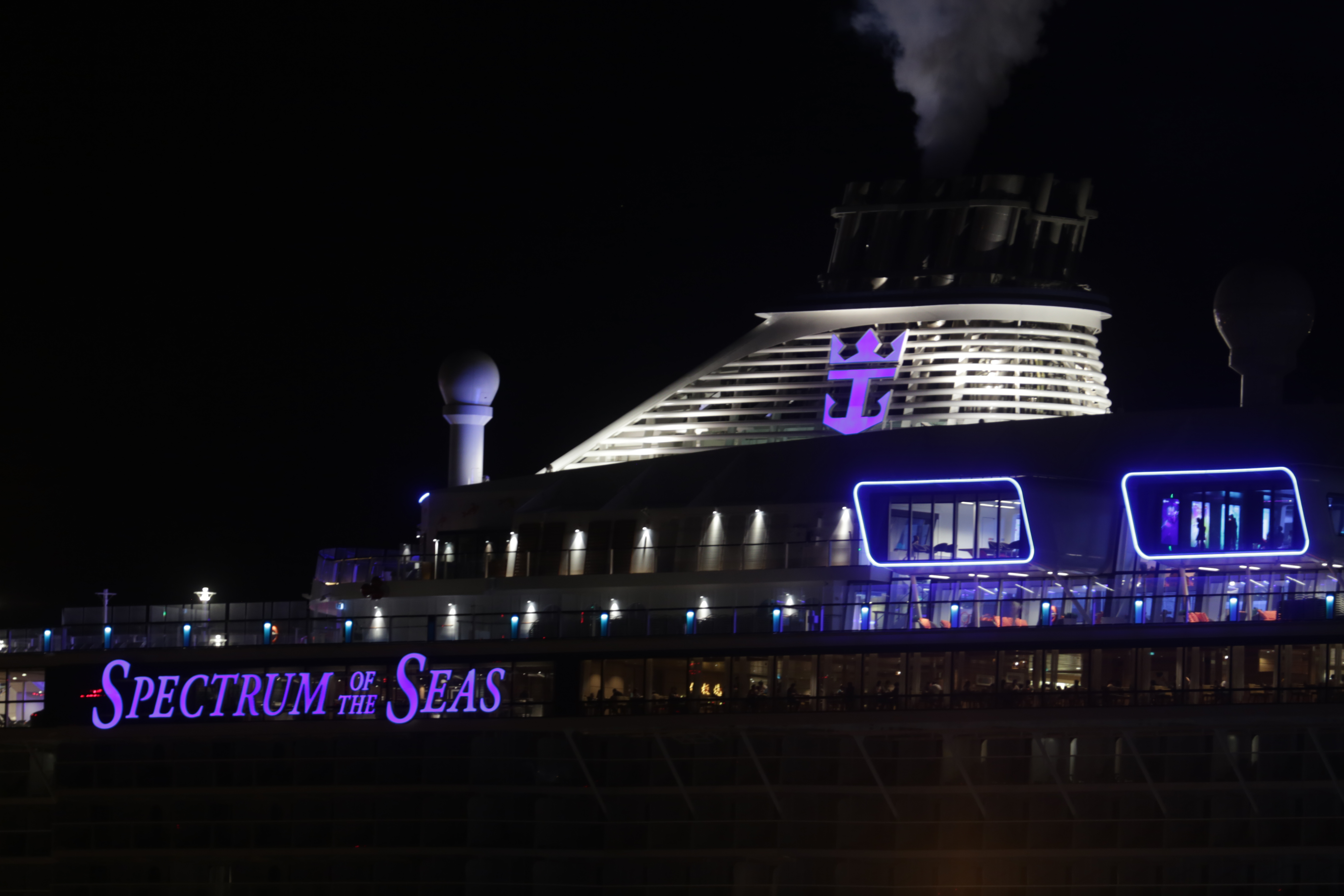
大黒ターミナルに接岸中の本船の煙突部分
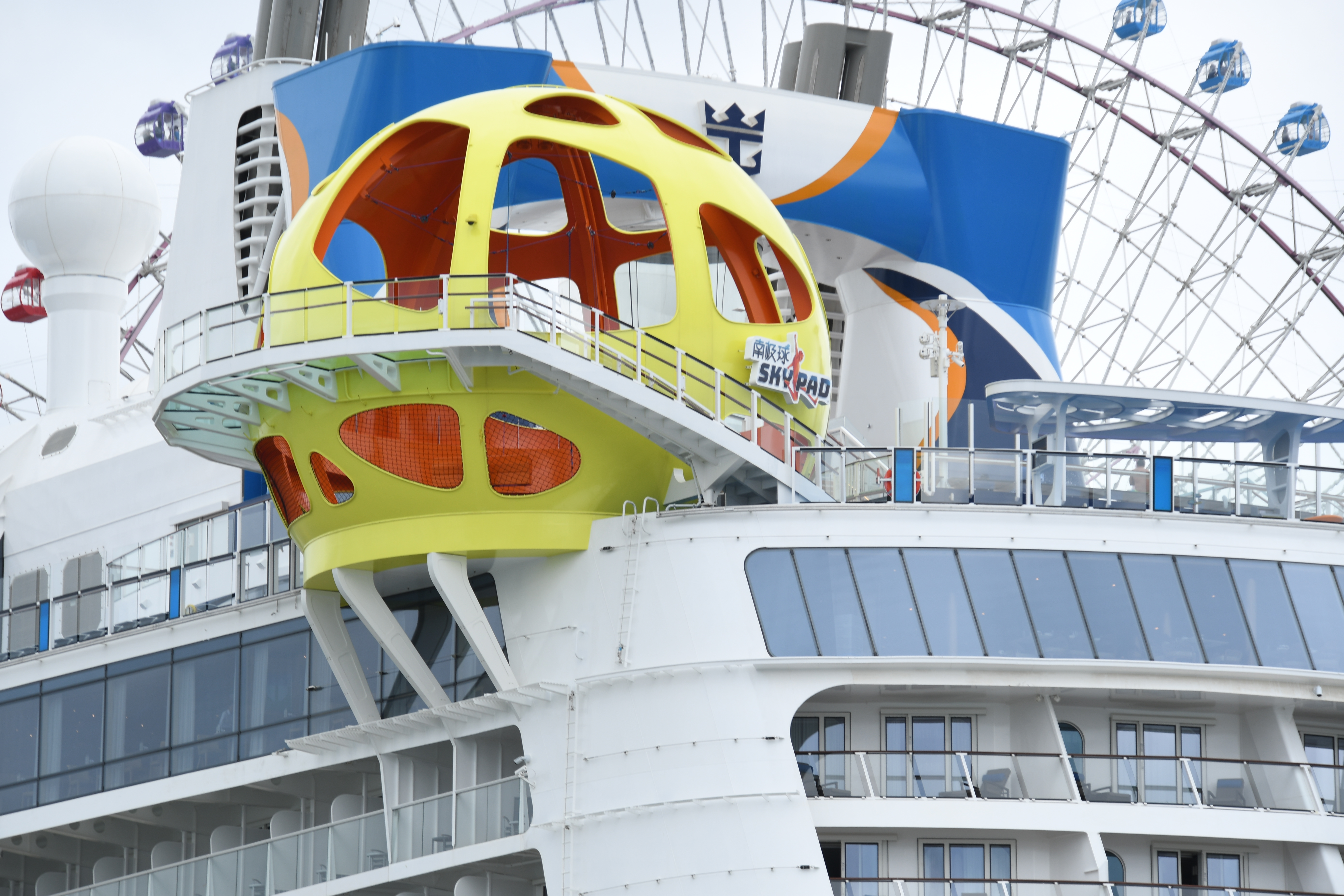
本船に装備されたアトラクション・SKYPAD

## 姉妹船
公式サイトではクアンタム・クラスとは別物として扱われているが、総トン数が近似していることからWikipediaでは同一クラスとして扱う。
- 1番船：クアンタム・オブ・ザ・シーズ
- 2番船：アンセム・オブ・ザ・シーズ
- 3番船：オベーション・オブ・ザ・シーズ
- 5番船：オデッセイ・オブ・ザ・シーズ（2021年7月就航）[11]